# S Humaitá (S-20)
O S Humaitá (S-20) foi um submarino da Marinha do Brasil, líder da Classe Humaitá, fabricado na Inglaterra e pertencente à Classe Oberon. Foi o quinto navio de guerra e o terceiro submersível brasileiro com esse nome.

## Construção
Construído pelo estaleiro Vickers Limited, em Barrow-in-Furness, Lancashire, Inglaterra. Teve a quilha batida em novembro de 1970 tendo sido submetido a Mostra de Armamento e incorporado pelo Aviso nº 0466, de 25/05/1973. Seu primeiro comandante foi o Capitão-de-Fragata Günter Henrique Üngerer. Em 1996, o (S-20), foi desincorporado da Armada Brasileira, tendo atingido as marcas 151 258.7 milhas navegadas, 1 193,5 dias de mar e 14 000 horas de imersão.

## Características
Com um comprimento de 89,9 metros e velocidade máxima de 17,5 nós na superfície e quando submerso 15 nós, raio de ação de 11 000 milhas náuticas à 11 nós (superfície ou com snorkel), e 56 dias de autonomia.
Propulsão: diesel-elétrica 2 motores diesel Admiralty Satandard Range 16 cilindros, 2 geradores de 1.280 Kw, 2 motores elétricos acoplados aos 2 eixos propulsores dotados de 2 hélices de três pás cada.
Deslocamento: 1 620 toneladas, sendo que 2 040 toneladas (carregado na superfície) e 2 410 toneladas (carregado em mergulho).
Possuía:
- Oito tubos de torpedos de 21 polegadas, numa combinação que incluía o Mk 24 Tigerfish Mod.1 filoguiado, Mk 37 Mod.2 e até o torpedo anti-navio Mk 8 Mod.4, ou ainda uma combinação de minas e torpedos;
- Ejetores de despistadores na proa 102 mm, Mk.2 e na popa Mk.4 mod.1B;
- Controle de Armas denominado Sistema de Direção de Tiro Ferranti TIOS 24B;
- Sensores de sonar de caso THORN EMI Type 197CA de média frequência passivo/ativo para busca e ataque;
- Ecobatímetro type 773/776;
- Radar de navegação Kelvin Hughes type 1006; radares de vigilância de superfície SG;
- Rádios HF SSA-2 de 500W e SATNAV MAGNAVOX MX 1102.

Sua tripulação, quando da incorporação, era composta por 74 homens, sendo 7 oficiais e 67 praças.